# (25235) 1998 UC3
1998 يو سي 3 (ويعرف أيضًا باسم (25235) 1998 يو سي 3 وفق تسمية الكوكب الصغير) (بالإنجليزية: 1998 UC3)‏ هو كويكب ضمن حزام الكويكبات؛ وترتيبه 25235 من حيث الاكتشاف.
اكتُشف هذا الجُرم الفلكي بواسطة OCA–DLR Asteroid Survey ‏ في 20 أكتوبر 1998.

## وصلات خارجية
- (25235) 1998 UC3 في قاعدة بيانات مختبر الدفع النفاث لأجرام النظام الشمسي الصغيرة

- الاكتشاف · مخطط المدار ·  العناصر المدارية · المعلمات المادية

- (25235) 1998 UC3 على موقع ويكي سكاي: DSS2, SDSS, GALEX, IRAS, Hydrogen α, X-Ray, Astrophoto, Sky Map, Articles and images